# Sertifera
Die Pflanzengattung Sertifera gehört zur Familie der Orchideen  (Orchidaceae). Die elf Arten sind in den Hochlagen der Anden in Südamerika verbreitet.

## Beschreibung

### Vegetative Merkmale
Sertifera umfasst ausdauernde krautige Pflanzen, die terrestrisch wachsen. Die fleischigen Wurzeln sind behaart. Die dünnen Sprossachsen stehen horstig dicht beieinander, sie sind aufrecht und zweizeilig beblättert.
Die Laubblätter sind ungestielt. Der Blattgrund umfasst als lange Scheide dicht den Stängel. Die Blattspreite ist längs der zahlreichen Blattadern gefältelt (plikat).

### Generative Merkmale
Die Blütenstände stehen in den Blattachseln, der seitlich zusammengedrückte Blütenstandsschaft ist kürzer oder höchstens so lang wie das entsprechende Blatt. Die Blüten stehen fast köpfchenartig gedrängt zusammen oder sind einseitswendig angeordnet. Der Blütenstiel ist kurz.
Die zwittrigen Blüten sind zygomorph und dreizählig. Die rosa- bis purpurfarbenen Blüten sind rundlich und nicht weit geöffnet. Die Sepalen und Petalen sind etwa gleich geformt: konkav mit auswärts gebogener Spitze. Die inneren Blütenblätter sind dabei etwas schmaler. Alle Blütenblätter sind frei. Die Lippe, die von eher dünner Textur ist und die Säule umfasst, besitzt eine dreidimensionale Form und lässt sich nicht flach ausbreiten. An der Basis ist sie sackartig aufgeweitet, die Spreite ist mit einer quer verlaufenden, plattenartigen Leiste versehen, die die Ränder zusammenhält und die Lippe in zwei hintereinanderliegende Kammern teilt. Zwischen Lippe und Säule bleibt nur ein schmaler Schlitz offen. Die Säule ist schlank länglich, behaart, im Querschnitt zylindrisch, vorne seitlich geflügelt. Das Staubblatt enthält acht Pollinien in zwei separaten Theken. Die Pollinien sind etwa birnenförmig, je vier hängen an einer rundlichen Klebscheibe (Viscidium). Das Staubblatt wird kapuzenförmig von Gewebe der Säule (Klinandrium) umgeben. Die Narbe ist bohnenförmig zweilappig und liegt quer zur Säulenachse. Das Trenngewebe zwischen Staubblatt und Narbe (Rostellum) ist zweilappig.  

## Standorte
Sertifera kommt in Höhenlagen von 2000 bis 3200 Metern vor. Die Arten wachsen in niedrigen Wäldern und Gebüschen sowie im Páramo. 

## Systematik und Verbreitung
Die Gattung Sertifera Lindl. ex Rchb.f. wurde 1876 durch Heinrich Gustav Reichenbach in Linnaea; Ein Journal für die Botanik in ihrem ganzen Umfange Band 41, Teil 1, Seite 63 aufgestellt. Reichenbach wies den Namen aber John Lindley zu. Typusart ist Sertifera purpurea. Der Gattungsname Sertifera setzt sich aus dem lateinischen sertum für „Kranz“, und ferre für „tragen“ zusammen.
Die Gattung Sertifera bildet zusammen mit Elleanthus und Sobralia die Tribus Sobralieae. Innerhalb der Unterfamilie Epidendroideae stellt diese Tribus eine basale Linie dar. Von Elleanthus unterscheidet sich Sertifera hauptsächlich durch die seitlichen Blütenstände sowie die anders geformte Lippe.
Sertifera-Arten sind in den Anden Südamerikas verbreitet, vor allem in Kolumbien und Ecuador. 
In der Gattung Sertifera gibt es etwa neun Arten:
- Sertifera albiflora Szlach., Kolan. & Medina Tr.: Die 2014 erstbeschriebene Art kommt im südlichen Kolumbien vor.[2]
- Sertifera aurantiaca C.Schweinf: Sie kommt vom nordöstlichen Kolumbien bis zum nordwestlichen Venezuela vor.[1]
- Sertifera colombiana Schltr.: Sie kommt von Kolumbien bis zum nordwestlichen Venezuela vor.[1]
- Sertifera gracilis Rchb. f. ex Szlach. & Baranow: Sie wurde 2014 aus Kolumbien erstbeschrieben.[1]
- Sertifera grandifolia L.O.Williams: Sie kommt in Kolumbien vor.[1]
- Sertifera hirtziana Baranow & Kolan.: Die 2019 erstbeschriebene Art kommt in Ecuador vor.[1]
- Sertifera lehmanniana (Kraenzl.) Garay: Sie kommt in Kolumbien und in Ecuador vor.[2]
- Sertifera major Schltr.: Sie kommt von südwestlichen Kolumbien bis Ecuador vor.[1]
- Sertifera parviflora Schltr.: Sie kommt in Kolumbien und in Ecuador vor.[1]
- Sertifera purpurea Rchb. f. (Syn.: Sertifera lehmanniana (Kraenzl.) Garay): Sie kommt in Kolumbien und in Ecuador vor.[1]
- Sertifera risaraldana Szlach. & Baranow Sie wurde 2014 aus Kolumbien erstbeschrieben.[1]

Nicht mehr zu dieser Gattung Sertifera wird gerechnet:
- Sertifera virgata Rchb. f.  → Elleanthus virgatus (Rchb. f.) C.Schweinf.